# محمد حدید
محمد انوار حدید (عربی: محمد انوار حدید؛ زاده ۶ نوامبر ۱۹۴۸)؛ برج ساز اردنی-آمریکایی است. او اصالتاً فلسطینی است. او بیشتر به خاطر ساختن هتل‌های لوکس و عمارت‌های بزرگ که عمدتاً در محله بل ایر در شهر لس آنجلس و در بورلی هیلز در شهرستان لس‌آنجلس، کالیفرنیا هستند شناخته شده‌است.

## زندگی خصوصی
زن اول او که از او دو دختر با نام‌های النا و مریل دارد مری باتلر بود. این دو در سال ۱۹۹۲ به ازدواج‌شان خاتمه دادند.
حدید از سال ۱۹۹۴ تا زمان طلاق در سال ۲۰۰۰ با مانکن هلندی یولاندا حدید، با نام سابق ون دن هریک ازدواج کرده بود. این دو سه فرزند دارند که جملگی مانکن شدند: جیجی (متولد ۱۹۹۵), بلا (متولد ۱۹۹۶), و انوار (متولد ۱۹۹۹).
حدید تا سال ۲۰۱۹ با شیوا صفایی، مدل و بیزنس‌وومن، نامزد بود.صفایی متولد ایران و بزرگ شده نروژ است و در ۱۹ سالگی با خانواده‌اش به لس آنجلس نقل مکان کرده‌است.

## مذهب
حدید شهروند دوگانه اردنی-آمریکایی است. او خود را مسلمانی مذهبی نمی‌داند، ولی هرگز الکل ننوشیده‌است، گرچه یک سرداب شراب با ۵۰۰۰ بطری شراب دارد که بعضی‌هایشان مال شراب‌سازی خودش در بورلی هیلز هستند.

## حواشی
در سال ۲۰۱۷، نامزد حدید که ۳۳ سال از خودش جوانتر است در شوی واقع نمای شبکه ئی! با نام، باشگاه زنان دوم شرکت کرد.